# او-۳۳۹
زیردریایی یو-۳۳۹ (به انگلیسی: German submarine U-339) یک زیردریایی بود که طول آن ۶۷٫۱ متر (۲۲۰ فوت ۲ اینچ) بود. این زیردریایی در سال ۱۹۴۳ ساخته شد.